# Tubarão-balão-mármore
O tubarão-balão-mármore (Cephaloscyllium umbratile) é uma espécie comum de tubarão-gato da família Scyliorhinidae. Encontrado em profundidades de 90 a 200 metros no noroeste do Oceano Pacífico, do Japão a Taiwan, é uma espécie bentônica que prefere recifes rochosos. Com até 1,4 m de comprimento, este tubarão robusto tem cabeça larga, boca grande e duas barbatanas dorsais de tamanhos diferentes, posicionadas bem atrás das barbatanas pélvicas. Sua coloração dorsal, com sete "selas" marrons e extenso marmoreio escuro sobre um fundo bege claro, é característica. Esta espécie é frequentemente confundida com o tubarão-balão-da-Nova-Zelândia [en] (C. isabellum) e Cephaloscyllium sarawakensis [en] na literatura científica.
Voraz e oportunista, o tubarão-balão-mármore consome diversos tipos de peixes e invertebrados, incluindo uma notável diversidade de peixes cartilaginosos. Como outras espécies do gênero Cephaloscyllium, pode inflar rapidamente seu corpo como defesa contra predadores. É ovíparo, com fêmeas depositando dois ovos em bolsas de sereia por vez. Não há uma época de reprodução definida, com reprodução ocorrendo ao longo do ano. Os ovos eclodem após cerca de um ano. Inofensivo e adaptável ao cativeiro, é capturado como fauna acompanhante em arrastões de fundo, mas sua população não parece afetada pela atividade pesqueira.

## Taxonomia

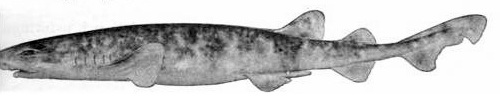
Ilustração que acompanhou a descrição da espécie por Jordan e Fowler em 1903.

Os ictiólogos americanos David Starr Jordan e Henry Weed Fowler [en] descreveram o tubarão-balão-mármore em 1903, no periódico Proceedings of the United States National Museum, com base em uma pele seca taxidermizada de 98 cm obtida em Nagasaki, Japão. Atribuíram o epíteto específico umbratile (do latim umbratilis, "sombreado") e classificaram-no no gênero Cephaloscyllium.
A taxonomia do tubarão-balão-mármore tem histórico de confusões. O holótipo de pele seca não foi localizado quando o especialista em tubarões Stewart Springer [en] preparou sua revisão de 1979 sobre tubarões-gato, e, na sua ausência, ele sinonimizou C. umbratile com C. isabellum com base em "diferenças morfométricas inconclusivas". Alguns autores seguiram o julgamento de Springer, enquanto outros, especialmente no Japão, preferiram manter a referência a C. umbratile. A taxonomia foi ainda mais complicada pela aplicação do nome C. umbratile a uma espécie semelhante, porém menor, que compartilha parte de sua distribuição. Essa segunda espécie, antes chamada de "pseudo-umbratile" por Leonard Compagno [en], foi identificada como C. sarawakensis. Recentemente, o holótipo foi reencontrado, e em 2008 Cephaloscyllium umbratile foi redescrito como distinto de C. isabellum por Jayna Schaaf-Da Silva e David Ebert.

## Distribuição e habitat

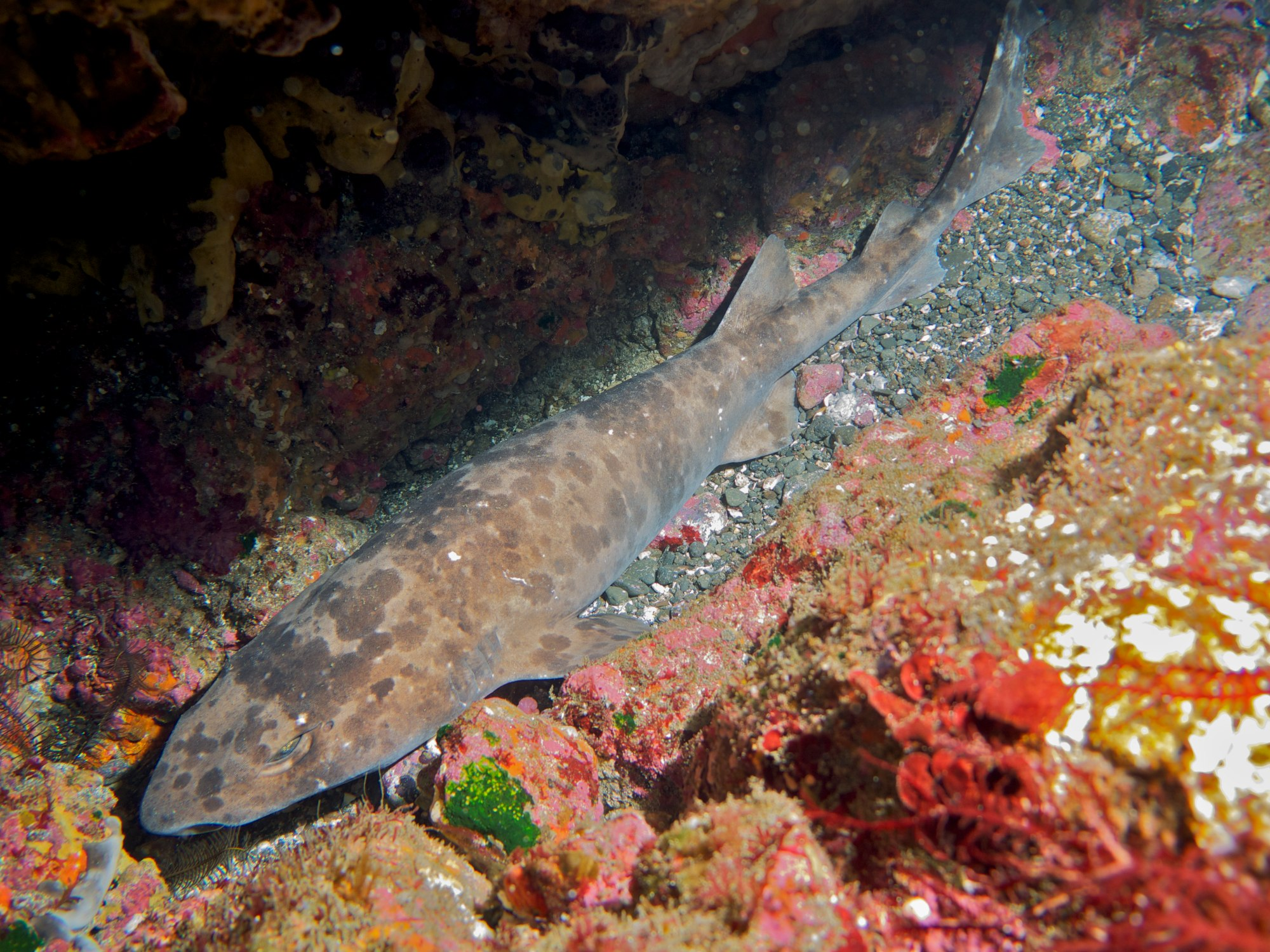
O tubarão-balão-mármore é encontrado entre rochas no fundo do mar.

O tubarão-balão-mármore habita o noroeste do Oceano Pacífico, de Hokkaido, Japão, ao sul até Taiwan, incluindo o Mar Amarelo. Sua distribuição pode se estender até a Nova Guiné. Esta espécie abundante é um peixe demersal que prefere recifes rochosos na plataforma continental, em profundidades de 90 a 200 metros.

## Descrição
O comprimento máximo relatado do tubarão-balão-mármore é de 1,4 m. Possui um corpo firme e robusto com abdômen macio e distensível, e uma cabeça curta, larga e achatada. O focinho é proporcionalmente longo e arredondado, com narinas grandes divididas por abas de pele triangulares curtas à frente. Os olhos pequenos, ovais e horizontais, estão posicionados no topo da cabeça e equipados com membrana nictitante rudimentar. Um pequeno espiráculo está logo atrás de cada olho. Atrás do espiráculo, há cinco pares de fendas branquiais, curtas e diminuindo progressivamente de tamanho para trás. A boca ampla forma um arco largo, sem sulcos nos cantos. Os dentes pequenos têm uma cúspide central flanqueada por uma cúspide menor de cada lado. Há cerca de 59 fileiras de dentes na mandíbula superior e 62 na inferior.
As barbatanas peitorais são moderadamente grandes e largas, com pontas arredondadas. As barbatanas dorsais têm ápices arredondados e estão posicionadas bem atrás no corpo, com a primeira originando-se atrás dos pontos médios das pequenas barbatanas pélvicas. A primeira barbatana dorsal é cerca de duas vezes mais alta que a segunda. A barbatana anal é quase tão grande quanto a primeira barbatana dorsal e está posicionada ligeiramente à frente da segunda dorsal. A barbatana caudal é grande e larga, com o lobo superior mais longo que o inferior e com uma incisura ventral proeminente perto da ponta. A pele é espessa e coberta esparsamente por grandes dentículos dérmicos bem calcificados; cada dentículo tem uma coroa em forma de diamante com três cristas horizontais. Este tubarão é de cor creme com marmoreio marrom-escuro a acinzentado no dorso e laterais, e sete "selas" marrom-escuras no corpo e cauda. O marmoreio intensifica-se com a idade, enquanto as selas desvanecem e podem se tornar obscurecidas. Tubarões mais velhos podem ter uma mancha escura em cada lado entre as barbatanas peitorais e pélvicas. A face ventral é pálida, com poucas marcas escuras.

## Biologia e ecologia

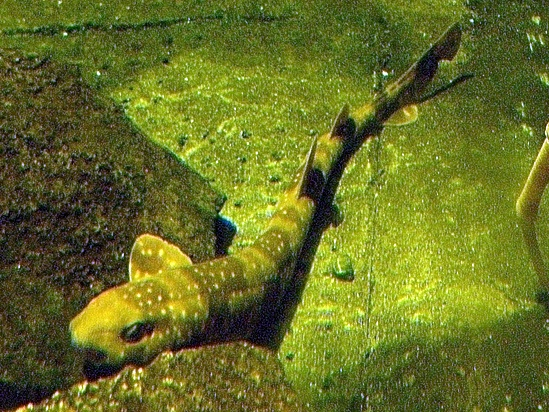
Peixes cartilaginosos, como este tubarão-gato-nebuloso, são uma parte significativa da dieta do tubarão-balão-mármore.

Como outros membros de seu gênero, o tubarão-balão-mármore, quando ameaçado, pode inflar rapidamente seu estômago com água ou ar, permitindo que se alojar em fendas rochosas, tornando-se difícil de remover. É um predador oportunista e voraz; uma fêmea registrada de 1 metro de comprimento tinha 10 peixes de cerca de 20 cm e 15 lulas de cerca de 15 cm em seu estômago. Predominantemente ictiófago, esta espécie consome peixes da classe Myxini e pelo menos 50 espécies de peixes ósseos, incluindo tipos nadadores rápidos de águas abertas; presas significativas incluem a cavalinha Scomber japonicus, a sardinha Sardinops melanostictus, o peixe-porco-coreano Thamnaconus modestus e o bacalhau Physiculus japonicus [en]. Incomumente para um tubarão tão pequeno, também se alimenta de pelo menos 10 espécies de peixes cartilaginosos, incluindo tubarões-lanterna, tubarões-gato (especialmente Scyliorhinus torazame e seus ovos), raia Narke japonica [en] e rajídeos (incluindo seus ovos). Também pratica canibalismo com membros menores de sua espécie. Cefalópodes, principalmente lula Doryteuthis bleekeri e choco do gênero Sepia [en], são frequentemente consumidos, enquanto caranguejos, camarões e isópodes são ingeridos ocasionalmente. A composição da dieta de filhotes varia significativamente de um lugar para outro.
O tubarão-balão-mármore é ovíparo, e a reprodução ocorre ao longo do ano sem ciclagem sazonal óbvia. Fêmeas adultas têm um único ovário funcional, à direita, e dois ovidutos funcionais. A espécie é considerada relativamente prolífica, pois o ovário contém numerosos óvulos em vários estágios de desenvolvimento. Pares de ovos são depositados de uma vez, um por oviduto. Fêmeas foram documentadas produzindo ovos mesmo após anos sem contato com machos, sugerindo que podem armazenar esperma. As bolsas de sereia são relativamente grandes e espessas, medindo cerca de 12 cm de comprimento e 7 cm de largura. A superfície da cápsula é lisa com estrias longitudinais, de cor creme opaca com margens amarelas. Tentáculos longos e espiralados se estendem dos quatro cantos da bolsa. Quando o embrião atinge 11 cm, as brânquias externas foram perdidas, os dentículos dérmicos começam a se desenvolver, e selas marrom-claras estão presentes. Os ovos levam cerca de um ano para eclodir; os tubarões recém-nascidos medem de 16 a 22 cm de comprimento. Em experimentos de criação em cativeiro, Sho Tanaka relatou que tubarões recém-nascidos cresceram até 0,77 mm por dia. Machos e fêmeas atingem a maturidade sexual com 86–96 cm e 92–104 cm, respectivamente; a taxa de crescimento após a maturidade é muito baixa. Parasitas conhecidos incluem o nematódeo Porrocaecum cephaloscyllii e a sanguessuga Stibarobdella macrothela.

## Interações com humanos
Inofensivo para humanos, o tubarão-balão-mármore adapta-se facilmente ao cativeiro e reproduz-se em aquários públicos. É capturado como fauna acompanhante por arrastões de fundo japoneses e taiwaneses e levado ao mercado. A pesca comercial intensiva em sua distribuição ainda não parece ter impactado seus números. A União Internacional para a Conservação da Natureza (IUCN) classificou-o como quase ameaçado.